# SKA San Petersburgo
El HC SKA San Petersburgo (del ruso: ХК СКА Санкт-Петербург) es un club de hockey sobre hielo profesional ruso con sede en San Petersburgo. Son miembros de la División Bobrov de la Kontinental Hockey League (KHL). A pesar de su larga historia, el club nunca compitió en una final de liga hasta la temporada 2014-15 de la KHL, donde derrotó al Ak Bars de Kazán ganando la Copa Gagarin. En 2012, con un promedio de 10.126 espectadores, el SKA se convirtió en el primer club ruso en promediar una asistencia de cinco dígitos.

## Historia
El club se estableció en 1946 como el equipo de hockey afiliado al Club del Ejército Ruso en Leningrado, ya que durante la era soviética, los equipos denominados SKA (junto al CSKA de Moscú) pertenecían al sistema de club deportivo del Ministerio de Defensa y consistía en oficiales del Distrito Militar de Leningrado. El equipo fue inscrito en el más alto nivel de la liga del campeonato soviético en su primera temporada.
El nombre original del club fue Kirov LDO (Club de Oficiales Kirov de Leningrado). Fue posteriormente cambiado a ODO (Club de Oficiales de Distrito) en 1953, SKVO (Club Deportivo del Distrito Militar) en 1957 y finalmente Sportivnyi Klub Armii (Club Deportivo del Ejército) en 1959.

## Palmarés
Copa Gagarin
- Campeón (2): 2014-15, 2016-17

Copa Continental
- Campeón (2): 2012-13

Copa Spengler
- Campeón (4):  1970, 1971, 1977, 2010

Campeonato soviético de hockey sobre hielo
- Medalla de bronce (2):  1970-71, 1986-87

## Entrenadores
| - Gennady Dmitriev (1946-1947) - A. Semenov (1950-1951) - Belyay Bekyashev (1951-1952) - Georgy Lasin (1952-1953) - Anatoly Viktorov (1953-1957) - Evgeny Voronin (1957-1958) - Aleksander Komarov (1958-1962) - Yevgeny Babich (1962-1963) - Nikolai Puchkov (1963-1973) - Veniamin Alexandrov (1973-1974) - Nikolai Puchkov (1974-1977) - Oleg Sivkov (1977-1978) - Nikolai Puchkov (1978) - Valeri Shilov (1978-1979) - Igor Romishevsky (1979-1981) - Boris Mikhailov (1981-1984) - Valeri Shilov (1984-1989) - Gennadiy Tsygankov (1989-1990) - Igor Shurkov (1990-1992) - Boris Mikhailov (1992-1998) | - Nikolai Maslov (1998-1999) - Alexander Zhukov (1999) - Rafael Ishmatov (1999-2002) - Nikolai Puchkov (2002) - Boris Mikhailov (2002-2005) - Nikolai Solovyev (2005-2006) - Sergei Cherkas (2006) - Boris Mikhailov (2006) - Yuri Leonov (2006-2007) - Barry Smith (2007-2010) - Ivan Zanatta (2010) - Václav Sýkora (2010-2011) - Miloš Říha (2011-2012) - Mikhail Kravets (2012) - Jukka Jalonen (2012-2014) - Vyacheslav Bykov (2014-2015) - Andrei Nazarov (2015) - Sergei Zubov (2015-16) - Oleg Znarok (2016-2018) - Ilia Vorobyov (2018- 2019) - Alexei Kudashov (2019-2020) - Valeri Bragin (2020- ) |